# Tonino Delli Colli
Antonino Delli Colli, detto Tonino (Roma, 20 novembre 1921 – Roma, 17 agosto 2005), è stato un direttore della fotografia italiano, considerato uno sperimentatore e innovatore, nonché uno dei più abili e versatili direttori della fotografia del cinema italiano.
Era cugino di Franco Delli Colli, anch'egli direttore della fotografia e suo assistente.

## Biografia
Tonino Delli Colli fa il suo ingresso nel cinema nel 1938, dopo aver abbandonato gli studi, iniziando come assistente di Ubaldo Arata e Mario Albertelli a Cinecittà. Durante la guerra esordisce come direttore della fotografia nel film Finalmente sì (1943), diretto da László Kish, una commedia del filone dei "telefoni bianchi", cui segue nel 1946 Il paese senza pace, diretto da Leo Menardi. Ma dopo queste esperienze, a causa della sua giovane età, deve tornare a lavorare come operatore alla macchina per Ubaldo Arata e per Anchise Brizzi.
Negli anni seguenti viene nuovamente promosso a direttore della fotografia da Dino De Laurentiis, che lo considera adatto a commedie, melodrammi musicali e film d'avventura, oltre ai film creati su misura per Totò; lo troviamo nella troupe del primo film italiano a colori: Totò a colori di Mario Monicelli e Steno, del 1952. In questo film sperimenta soluzioni di illuminazione insolite.
Successivamente lavora per le case di produzione Scalera Film e Titanus, in produzioni via via più rilevanti, tra le quali, Piccola posta di Steno del 1955, Donatella di Mario Monicelli del 1956, e Poveri ma belli di Dino Risi del 1957, in cui può esprimere tutta la sua perizia nell'uso del bianco e nero. Torna al 'colore' in due film d'avventura distribuiti nel 1961, Il ladro di Bagdad, di Arthur Lubin e Bruno Vailati, e Le meraviglie di Aladino di Mario Bava.
Nel 1961 viene ingaggiato da A. Bini per Accattone, il film d'esordio di Pier Paolo Pasolini. Su espressa richiesta di quest'ultimo, che desidera una fotografia filmica che sottolinei "l'arcaicità" delle borgate romane, Delli Colli si procura pellicole Ferrania a grana grossa, di cui sfrutta 'espressivamente' le imperfezioni, causate dal fatto che i negativi erano 'scaduti'; in fase di stampa, poi, con un procedimento detto 'controtipo', ne accrescerà ulteriormente il già spiccato contrasto Lo straordinario risultato ottenuto dal film, uno dei pochi a venire considerato un'opera d'arte (nonostante la regìa poco più che dilettantesca di un ancora acerbo Pasolini) dà lustro al nome di Tonino Delli Colli, che diventerà in pochi anni un direttore della fotografia di rinomanza internazionale, mentre la collaborazione con Pier Paolo Pasolini, ne coprirà quasi l'intera produzione. Tale fama gli permetterà di guadagnare la stima anche di altri registi italiani dell'epoca, come Ugo Gregoretti, Mario Missiroli, Valerio Zurlini, Nelo Risi, Marco Bellocchio e Giuseppe Patroni Griffi.
Nel 1966 avviene l'incontro con Sergio Leone per il quale cura la fotografia di Il buono, il brutto, il cattivo, applicando al colore un uso delle luci già sperimentato nel bianco e nero, e, successivamente di C'era una volta il West (1968) e C'era una volta in America (1984). Negli anni seguenti l'abilità di Tonino Delli Colli nell'uso del colore viene sfruttata ancora, oltre che nella Trilogia della vita di Pasolini, come Cognome e nome: Lacombe Lucien (Lacombe Lucien, 1974) di Louis Malle - per il quale aveva inoltre lavorato nell'episodio William Wilson del film collettivo Tre passi nel delirio del 1968.
Nei decenni successivi lo troviamo ancora all'opera in titoli come Casotto (1977) di Sergio Citti; Pasqualino Settebellezze (1975) di Lina Wertmüller; nel film di Marco Ferreri Il futuro è donna (1984); nel film di Jean-Jacques Annaud Il nome della rosa (Der Name der Rose, 1986), tratto dall'omonimo romanzo di Umberto Eco; Luna di fiele (Bitter Moon, 1992) e La morte e la fanciulla (Death and the maiden, 1994) di Roman Polański; Marianna Ucrìa (1997) di Roberto Faenza; La vita è bella (1997) di Roberto Benigni. Senza dimenticare che dopo il "divorzio" di Federico Fellini da Giuseppe Rotunno, diventerà collaboratore fisso del maestro riminese, firmando la fotografia dei suoi ultimi tre films.
Tra gli altri registi con cui ha lavorato, vanno inoltre ricordati i nomi di Roberto Rossellini, Jean Delannoy, Luis García Berlanga, Renato Castellani, Alessandro Blasetti, Jean-Luc Godard, Salvatore Samperi, Yves Boisset e Alberto Lattuada.
È stato attivo anche in televisione per la quale ha curato fra l'altro la fotografia dello sceneggiato televisivo del 1965 Resurrezione.

## Filmografia parziale

### Cinema
- Il paese senza pace, regia di Leo Menardi (1943)
- Finalmente sì, regia di László Kish (1944)
- Trepidazione, regia di Toni Frenguelli (1946)
- Felicità perduta, regia di Filippo Walter Ratti (1946)
- O sole mio, regia di Giacomo Gentilomo (1946)
- Voragine (Nada), regia di Edgar Neville (1947)
- L'isola di Montecristo, regia di Mario Sequi (1948)
- La città dolente, regia di Mario Bonnard (1948)
- La strada buia, regia di Sidney Salkow (1950)
- Nerone e Messalina, regia di Primo Zeglio (1949)
- La mano della morta, regia di Carlo Campogalliani (1949)
- Al diavolo la celebrità, regia di Mario Monicelli e Steno (1949)
- Il voto, regia di Mario Bonnard (1950)
- Alina, regia di Giorgio Pàstina (1950)
- Io sono il Capataz, regia di Giorgio Simonelli (1951)
- Totò terzo uomo, regia di Mario Mattoli (1951)
- Il padrone del vapore, regia di Mario Mattoli (1951)
- Milano miliardaria, regia di Marcello Marchesi e Vittorio Metz (1951)
- Accidenti alle tasse!!, regia di Mario Mattoli (1951)
- Era lui, si, si!, regia di Marino Girolami e Marcello Marchesi (1951)
- Gli 11 moschettieri, regia di Ennio De Concini e Fausto Saraceni (1952)
- I tre corsari, regia di Mario Soldati (1952)
- Totò e le donne, regia di Mario Monicelli e Steno (1952)
- Totò a colori, regia di Steno (1952)
- Jolanda la figlia del corsaro nero, regia di Mario Soldati (1953)
- Gioventù alla sbarra, regia di Ferruccio Cerio (1952)
- Ti ho sempre amato!, regia di Mario Costa (1953)
- Nerone e Messalina, regia di Primo Zeglio (1953)
- Il sacco di Roma, regia di Ferruccio Cerio (1953)
- Amori di mezzo secolo, regia di Mario Chiari, Pietro Germi, Glauco Pellegrini, Antonio Pietrangeli, Roberto Rossellini (1954)
- Tradita, regia di Mario Bonnard (1954)
- Donatella, regia di Mario Monicelli (1956)
- Una voce, una chitarra, un po' di luna, regia di Giacomo Gentilomo (1956)
- Femmine tre volte, regia di Steno (1957)
- Poveri ma belli, regia di Dino Risi (1957)
- Belle ma povere, regia di Dino Risi (1957)
- Poveri milionari, regia di Dino Risi (1958)
- Marinai, donne e guai, regia di Giorgio Simonelli (1958)
- L'amico del giaguaro di Giuseppe Bennati (1958)
- Il mondo di notte, regia di Luigi Vanzi (1959)
- Morgan il pirata, regia di André De Toth e Primo Zeglio (1960)
- Accattone, regia di Pier Paolo Pasolini (1961)
- Mamma Roma, regia di Pier Paolo Pasolini (1962)
- Ro.Go.Pa.G., episodio La ricotta, regia di Pier Paolo Pasolini (1962)
- I nuovi angeli, regia di Ugo Gregoretti (1962)
- La bella di Lodi, regia di Mario Missiroli (1963)
- La ballata del boia, regia di Luis García Berlanga (1963)
- Il Vangelo secondo Matteo, regia di Pier Paolo Pasolini (1964)
- Comizi d'amore, regia di Pier Paolo Pasolini (1964)
- Racconti a due piazze (Lit à deux places) (1965)
- Uccellacci e uccellini, regia di Pier Paolo Pasolini (1966)
- Andremo in città, regia di Nelo Risi (1966)
- Il buono, il brutto, il cattivo, regia di Sergio Leone (1966)
- Tiro a segno per uccidere (Das Geheimnis der gelben Mönche), regia di Manfred R. Köhler (1966)
- Capriccio all'italiana, episodio Che cosa sono le nuvole?, regia di Pier Paolo Pasolini (1967)
- La Cina è vicina, regia di Marco Bellocchio (1967)
- C'era una volta il West, regia di Sergio Leone (1968)
- Porcile, regia di Pier Paolo Pasolini (1969) (primo episodio)
- Metti, una sera a cena, regia di Giuseppe Patroni Griffi (1969)
- Il Decameron, regia di Pier Paolo Pasolini (1971)
- Rapporto a tre (Cometogether), regia di Saul Swimmer (1971)
- I racconti di Canterbury, regia di Pier Paolo Pasolini (1972)
- Los amigos, regia di Paolo Cavara (1972)
- Storie scellerate, regia di Sergio Citti (1974)
- Pasqualino Settebellezze, regia di Lina Wertmüller (1975)
- Salò o le 120 giornate di Sodoma, regia di Pier Paolo Pasolini (1975|1976)
- Caro Michele, regia di Mario Monicelli (1976)
- Anima persa, regia di Dino Risi (1977)
- Viaggio con Anita, regia di Mario Monicelli (1978)
- Primo amore, regia di Dino Risi (1978)
- Temporale Rosy (Rosy Bourrasque), regia di Mario Monicelli (1979)
- Caro papà, regia di Dino Risi (1979)
- Sono fotogenico, regia di Dino Risi (1980)
- Storie di ordinaria follia, regia di Marco Ferreri (1981)
- Il futuro è donna, regia di Marco Ferreri (1984)
- C'era una volta in America, regia di Sergio Leone (1984)
- Ginger e Fred, regia di Federico Fellini (1986)
- Il nome della rosa, regia di Jean-Jacques Annaud (1986)
- Intervista, regia di Federico Fellini (1987)
- Stradivari, regia di Giacomo Battiato (1988)
- La voce della Luna, regia di Federico Fellini (1990)
- L'africana, regia di Margarethe Von Trotta (1990)
- La domenica specialmente, regia di Giuseppe Bertolucci (1991)
- Luna di fiele, regia di Roman Polanski (1992)
- La morte e la fanciulla, regia di Roman Polanski (1994)
- Facciamo paradiso, regia di Mario Monicelli (1995)
- Marianna Ucrìa, regia di Roberto Faenza (1997)
- La vita è bella, regia di Roberto Benigni (1997)

### Televisione
- Resurrezione, regia di Franco Enriquez (1965) - miniserie TV
- Notti e nebbie, regia di Marco Tullio Giordana (1984) - miniserie TV

## Riconoscimenti
American Society of Cinematographers
- 2005 - Premio speciale alla carriera[2]

BAFTA
- 1985 - candidatura alla Migliore fotografia per C'era una volta in America[5]

Ciak d'oro
- 1990 - Migliore fotografia per La voce della Luna[6]

David di Donatello
- 1982 - Migliore autore della fotografia per Storie di ordinaria follia[2]
- 1986 - Migliore autore della fotografia per Il nome della rosa[2]
- 1997 - Migliore autore della fotografia per Marianna Ucrìa[2]
- 1998 - Migliore autore della fotografia per La vita è bella[2]

Nastro d'argento
- 1965 - Migliore fotografia in bianco e nero  per Il Vangelo secondo Matteo [2]
- 1968 - Migliore fotografia in bianco e nero  per La Cina è vicina[2]
- 1982 - Migliore fotografia  per Storie di ordinaria follia[2]
- 1985 - Migliore fotografia  per C'era una volta in America[2]
- 1987 - Migliore fotografia  per Il nome della rosa[2]
- 1998 - Migliore fotografia  per Marianna Ucrìa[2]